# Phrurolithus claripes
Espèce
Synonymes
- Micaria claripes Dönitz & Strand, 1906

Phrurolithus claripes est une espèce d'araignées aranéomorphes de la famille des Phrurolithidae.

## Distribution
Cette espèce se rencontre au Japon, en Corée du Sud, à Taïwan, en Chine et en Russie sur Sakhaline.

## Description
La femelle holotype mesure 3,75 mm.

## Systématique et taxinomie
Cette espèce a été décrite sous le protonyme Micaria claripes par Dönitz et Strand en 1906. Elle est placée dans le genre Phrurolithus par Yaginuma en 1960.

## Publication originale
- Bösenberg & Strand, 1906 : « Japanische Spinnen. » Abhandlungen der Senckenbergischen Naturforschenden Gesellschaft, vol. 30, p. 93-422 (texte intégral).